# Plasterinsee
Der Plasterinsee liegt im Landkreis Mecklenburgische Seenplatte in Südostmecklenburg auf dem Gemeindegebiet Wokuhl-Dabelow. Im Westen grenzt er an das Stadtgebiet Neustrelitz. Er hat eine ungefähre Länge von 1200 Metern und eine ungefähre Breite von 300 Metern. Er ist wenig gegliedert, nur im Süden hat er zwei flache verschilfte Buchten. Das Seeufer ist komplett bewaldet.
Der Name leitet sich wahrscheinlich von einem slawischen Personennamen *Plastora ab.